# Comuna de Września
Września (polaco: Gmina Września) é uma gminy (comuna) na Polónia, na voivodia de Grande Polónia e no condado de Wrzesiński. A sede do condado é a cidade de Września.
De acordo com os censos de 2004, a comuna tem 43 456 habitantes, com uma densidade 195,9 hab/km².

## Área
Estende-se por uma área de 221,84 km², incluindo:
- área agricola: 82%
- área florestal: 8%

## Demografia
Dados de 30 de Junho 2004:
|                      | Total   | Total | Mulheres | Mulheres | Homens  | Homens |
| -------------------- | ------- | ----- | -------- | -------- | ------- | ------ |
|                      | pessoas | %     | pessoas  | %        | pessoas | %      |
| População            | 43 456  | 100   | 22 340   | 51,4     | 21 116  | 48,6   |
| Densidade (pop./km²) | 195,9   | 100   | 100,7    | 100,7    | 95,2    | 95,2   |

De acordo com dados de 2002, o rendimento médio per capita ascendia a 1071,7 zł.

## Subdivisões
- Bardo, Bierzglin, Bierzglinek, Chocicza Mała, Chocicza Wielka, Chociczka, Chwalibogowo, Gonice, Goniczki, Gozdowo, Grzybowo, Gulczewo, Gutowo Małe, Gutowo Wielkie, Kaczanowo, Kleparz, Marzenin, Nowa Wieś Królewska, Obłaczkowo, Osowo, Otoczna, Psary Małe, Psary Polskie, Psary Wielkie, Sędziwojewo, Słomowo, Sobiesiernie, Sokołowo, Sołeczno, Stanisławowo, Strzyżewo, Węgierki, Wódki.

## Comunas vizinhas
- Czerniejewo, Dominowo, Kołaczkowo, Miłosław, Nekla, Niechanowo, Strzałkowo, Witkowo